# Ferrera Erbognone
Ferrera Erbognone är en ort och kommun i provinsen Pavia i regionen Lombardiet i Italien. Kommunen hade 1 109 invånare (2018).